# Psapharochrus sallei
Psapharochrus sallei är en skalbaggsart som beskrevs av Thomson 1865. Psapharochrus sallei ingår i släktet Psapharochrus och familjen långhorningar. Inga underarter finns listade i Catalogue of Life.